# Vélo’v

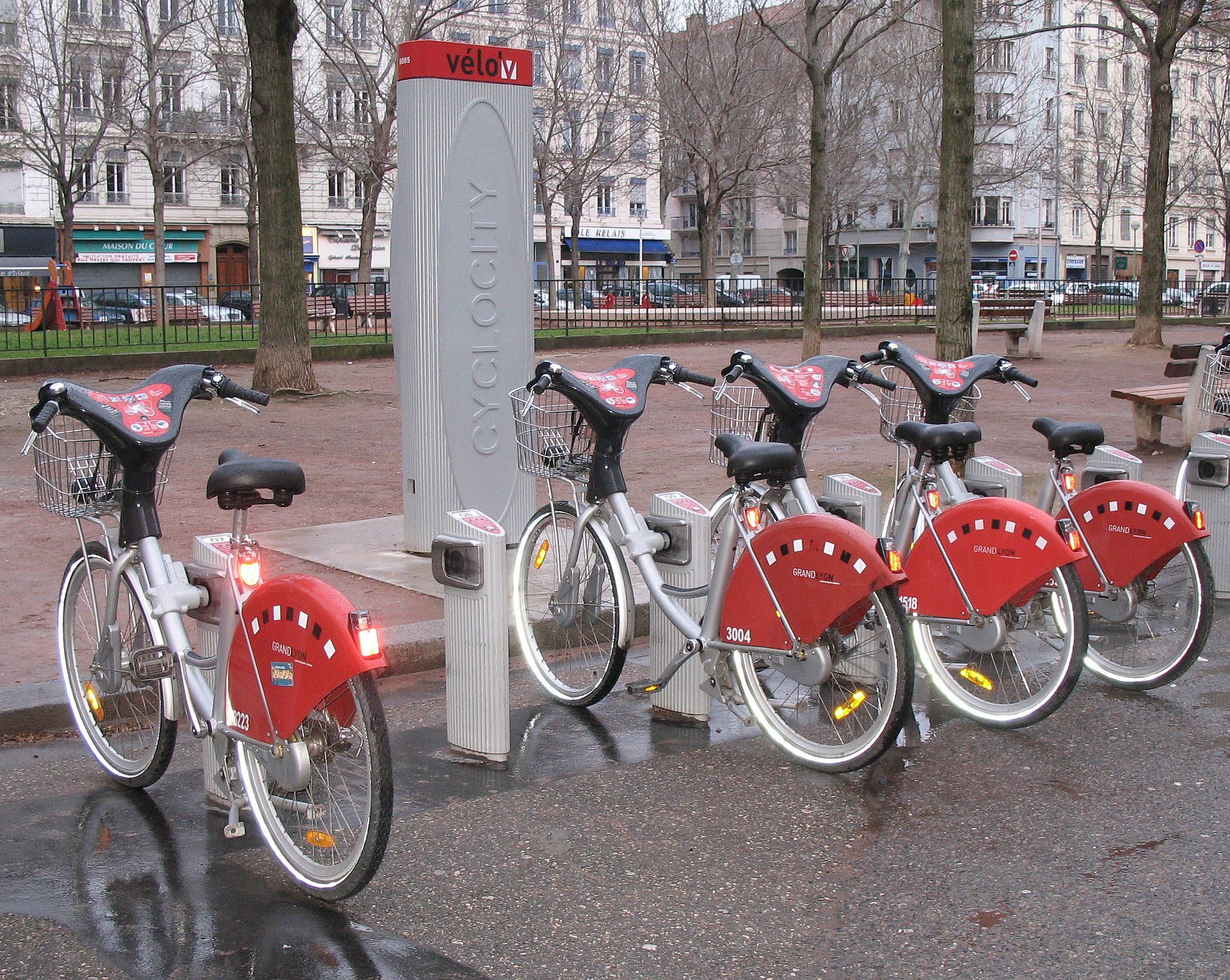
Vélo’v-Ausleihstation am Place Edgar Quinet in Lyon.

Vélo’v ist ein kostenloses Fahrradverleihsystem in Lyon, nach dem System Cyclocity, demselben System wie „Citybike Wien“ in Wien. Es wurde 2005 in Betrieb genommen. Nach dem zu Beginn 2000 Fahrräder an 250 Stationen zur Verfügung standen, stieg diese Zahl bis Ende 2007 auf 4000 Räder an 340 Stationen an. Ende November 2007 zählte man registrierte 50.000 Nutzer.
Der Betreiber JCDecaux finanziert dieses Angebot durch die Vermarktung von Außenwerbung auf stadteigenen Flächen.

## Funktionsweise
Für die Identifizierung am Automaten ist eine Benutzerkarte erforderlich. Man hat die Wahl zwischen folgenden Karten: Carte Longue Durée (Langzeitkarte), Carte Courte Durée (Kurzzeitkarte) oder die Carte Técély (elektronische Metrokarte).
Zur Entnahme des Fahrrads braucht man nur noch den Anweisungen des Automaten zu folgen. Als Erstes muss man die Karte einstecken, dann den PIN-Code eingeben und schließlich ein Fahrrad unter allen möglichen Rädern auswählen. Man hat 45 Sekunden Zeit sein Fahrrad zu entnehmen. Dafür muss man einfach nur die Handbremse betätigen und dann das Fahrrad zum Körper hin herausziehen. Ein Aufleuchten und ein zweifaches Piepen bestätigen die erfolgreiche Entnahme.
Für die Rückgabe muss das Fahrrad in eine der leeren Fahrradhalterungen eingerastet werden. Ein Piepen und Aufleuchten bestätigen die erfolgreiche Rückgabe. Über den Vélo’v-Automaten ist es außerdem möglich, eine Quittung zu erhalten.

## Cyclocity-Fahrrad
Das Fahrrad hat jeweils zwei Front- und Rückstrahler, die von einem Dynamo angetrieben werden. Ein Fahrradcomputer am Lenker protokolliert mögliche Defekte und Nutzungszeiten für die spätere Reparatur und Instandhaltung. Das Fahrrad verfügt über einen Korb über dem Vorderrad, in dem auch ein Spiralschloss zum Sichern des Rades an beliebigen Orten befestigt ist. Der Fahrradständer ist zweifüßig, um das Gewicht von über 25 kg aufzunehmen. Neben einer Klingel verfügt das Rad über eine Dreigangschaltung sowie Trommelbremsen an Vorder- und Hinterrad. Sämtliche Kabel sind innerhalb des Rahmens verlegt.

## Nutzung und Erfolge
Der Großraum Lyon hofft dank Vélo’v, den Autoverkehr der Stadt Lyon (inkl. Villeurbanne) und seiner Umgebung um 10 Prozent zu verringern; dabei hat man eine Senkung um vier Prozent auf jetzt 47 Prozent am Modal Split erreicht.
Der Fahrradverkehr in Lyon hat seit Einführung des öffentlichen Fahrrades um 80 Prozent zugenommen, da gleichzeitig auch vermehrt private Fahrräder gekauft und genutzt werden.
Zu Beginn hatte das System viele Probleme mit Vandalismus und Diebstahl. Auf diese Weise mussten 2006 etwa 800 der 3000 Räder durch den Betreiber ersetzt werden.
95 Prozent aller Fahrten enden innerhalb von 30 Minuten und somit kostenlos für den Benutzer.
Ein Fahrrad legt so zirka 10.000 km im Jahr zurück. Im Einzelnen wurden folgende Daten vom Betreiber bekanntgegeben:
- durchschnittliche Nutzungsdauer/Weg: 17 min
- durchschnittlich zurückgelegte Entfernung/Weg: 2,7 km
- durchschnittliche Anzahl der Nutzungen bzw. Wege: zirka 12 pro Rad und Tag

Daraus ergeben sich:
- durchschnittliche Nutzungsdauer/Tag: 3,5 h sowie
- folgende Kalkulation: 2,7 km/Weg × 12 Wege/d × 365 d/a = 11.826 km/a und Rad.